# Pëtr Ufimcev
Pëtr Jakovlevič Ufimcev, in russo Пётр Я́ковлевич Уфи́мцев? (Ust-Čaryšskaja Pristan', 8 luglio 1931), è un fisico e matematico russo ritenuto essere il padre della teoria alla base della moderna tecnologia stealth.

## Biografia
Nato nella cittadina sovietica di Ust-Čaryšskaja Pristan', appartenente oggi al territorio dell'Altaj, da una famiglia contadina, Ufimcev fu privato del padre a soli tre anni, quando l'uomo fu vittima delle repressioni del regime sovietico e deportato in un gulag. Nel 1949, una volta terminati gli studi superiori, Ufimcev si iscrisse alla facoltà di fisica dell'università statale di Almaty, nell'odierno Kazakistan, finché, nel 1952, a causa del peggiorare della sua miopia, dovette trasferirsi a Odessa, nell'odierna Ucraina, dove poté essere curato presso la clinica oculistica Filatov e dove continuò gli studi presso l'Università nazionale I. I. Mečnikov. Dopo la laurea, ottenuta nel 1954, Ufimcev fu selezionato per lavorare all'istituto centrale di ingegneria radio-elettronica (ЦНИРТИ) del ministero della difesa sovietico, a Mosca, dove si specializzò sullo studio di dispositivi per la guerra elettronica e dove, nel 1959, ottenne un dottorato in ingegneria elettronica.

## Padre della tecnologia stealth
Nel corso del suo lavoro a Mosca, Ufimcev iniziò ad interessarsi allo studio e alla descrizione della riflessione delle onde elettromagnetiche e, nel 1962, pubblicò il suo lavoro più importante, un saggio intitolato Il metodo delle onde marginali nella teoria fisica della diffrazione (titolo originale: "Metod Kraevykh Voln v Fizicheskoi Teorii Diffraktsii"). In questo saggio, un'analisi teorica sulla riduzione della sezione radar equivalente, il fisico russo illustrava una teoria asintotica (o "ad alta frequenza") per predire la diffusione di onde elettromagnetiche da parte di oggetti bi- e tridimensionali. Tra gli oggetti presi in esame nello studio di questa teoria, oggi conosciuta come "Teoria fisica della diffrazione" (PTD, acronimo dell'espressione inglese "Physical Theory of Diffraction"), vi erano anche corpi finiti di rivoluzione: un disco, un cilindro, un cono, un paraboloide finito, un segmento sferico. Punto fondamentale del saggio era la dimostrazione che l'intensità di un'onda di ritorno radar è proporzionale alla conformazione degli spigoli di un oggetto e non alle sue dimensioni, prendendo l'esempio di un velivolo, quindi, la sezione radar equivalente risulta calcolabile anche solo attraverso la superficie delle ali e i suoi bordi e può quindi essere notevolmente ridotta agendo sulla conformazione di questi ultimi.
Gli alti vertici dell'istituto giudicarono però lo studio non significativo né dal punto di vista militare, né da quello economico, così Ufimcev ottenne il permesso di pubblicare i risultati della propria ricerca a livello internazionale e, nel 1971, dopo nove anni dalla pubblicazione, il libro di Ufimcev fu tradotto in inglese con il titolo Method of Edge Waves in the Physical Theory of Diffraction, a cura del reparto per le tecnologie straniere dell'aeronautica militare statunitense.
A quel tempo negli Stati Uniti d'America, ancora impegnati nella guerra del Vietnam, il Pentagono stava affrontando tutta una serie di problemi legati al fatto che le tecnologie antiaeree avevano fatto negli anni enormi passi in avanti e l'utilizzo di contromisure elettroniche sembrava non essere più adeguato, tanto che, in Vietnam, le batterie di missili terra-aria stavano causando non pochi problemi all'aviazione americana e spesso, durante i raid, i velivoli d'attacco dovevano eseguire bombardamenti approssimativi per sfuggire al fuoco di contraerea. Così, nel 1974 il Tactical Technology Office della DARPA, agenzia governativa dedicata allo studio delle tecnologie avanzate per la difesa, si rese conto che era necessario sviluppare una tecnologia che consentisse a un ipotetico bombardiere di arrivare fin sopra il bersaglio senza essere individuato e di sganciare il proprio carico bellico con la massima precisione e in tutta sicurezza. L'agenzia richiese quindi uno studio di fattibilità di un simile sistema alle maggiori industrie aerospaziali dell'epoca: Northrop, McDonnell Douglas, General Dynamics, Fairchild, Grumman e, solo in seguito, la Lockheed Corporation.

Delle prime aziende interpellate, solo McDonnell Douglas e Northrop presentarono proposte convincenti, basate sull'utilizzo di materiali radio-assorbenti. 

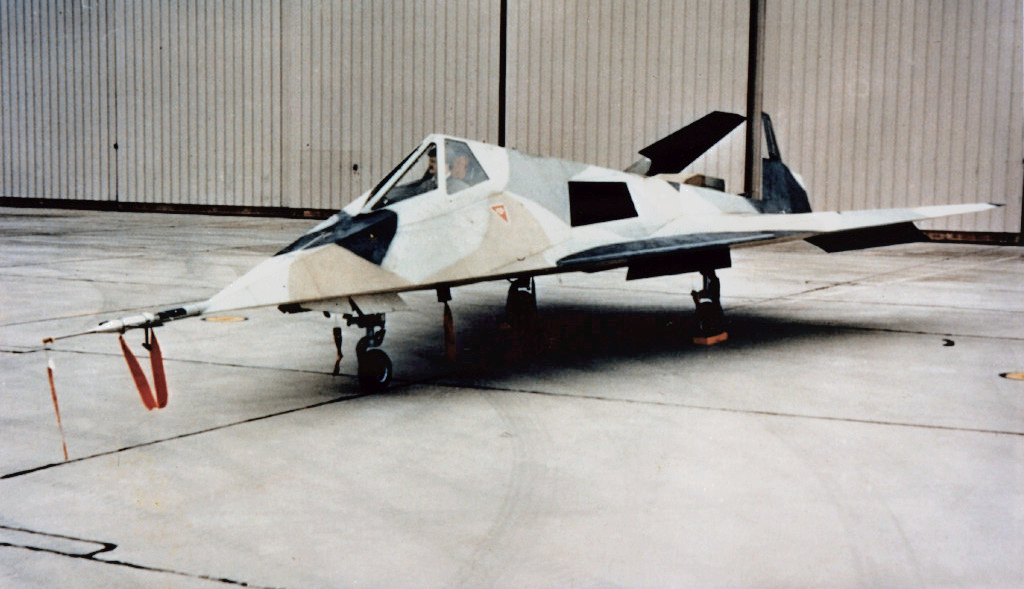
L'esemplare HB1001 del Lockheed XST/Have Blue.

Per quanto riguarda invece la Lockheed, il cui centro di ricerca (il famoso Skunk Works) si era subito messo al lavoro per individuare quale fosse la sezione radar equivalente (RCS) minima necessaria per individuare un aereo e se fosse possibile realizzare un velivolo con una RCS sotto tale soglia, all'inizio i risultati non furono promettenti. In particolare, alla Lockheed stava lavorando sul progetto Denys Overholser, un ingegnere elettronico, che riprese una discussione che anni prima aveva condotto con il matematico Bill Schroeder, durante la quale si era concluso che, per avere una bassa segnatura radar, si dovesse realizzare un aereo che avesse delle superfici piatte e inclinate per deviare le onde radar e senza spigoli vivi nella direzione di vista delle onde. Overholser realizzò quindi il programma, "Echo 1", in grado di analizzare le segnature radar di diversi modelli ma in breve tempo si scoprì che l'errato calcolo delle condizioni al contorno portava al problema della "diffrazione". Fu allora che la sua attenzione cadde sul saggio di Ufimcev tradotto anni prima e fornitogli dall'aeronautica militare. Introducendo le equazioni sviluppate dal fisico russo nel suo software, Overholser riuscì a stabilire che la forma ideale per ottenere la RCS minima era quella di un aereo con ala a freccia molto stretta e superfici sfaccettate: era nata la geometria stealth. Il successo degli studi di Overholser fece sì che il progetto Have Blue potesse essere concretizzato e presentato al DARPA, risollevando le sorti della Lockheed e facendone di fatto la sua fortuna. Diretta evoluzione dell'Have Blue sarà il Lockheed F-117, il primo vero velivolo stealth della storia, che sancì anche il successo della teoria di Ufimcev.
Negli anni, il lavoro del fisico russo fu utilizzato da tutte le aziende aerospaziali impegnate nella realizzazione di velivoli stealth: la Northrop, ad esempio, utilizzò le equazioni del fisico russo per poter predire, con i suoi supercomputer, la traccia radar del bombardiere strategico B-2 Spirit, un velivolo con configurazione ad ala volante che, con un'apertura alare di 52,4 m, ha la sezione radar di un frisbee.

## Il prosieguo della carriera
Prima che il suo lavoro venisse all'attenzione degli Skunk Works, Ufimcev si era trasferito a San Pietroburgo (allora ancora chiamata Leningrado) dove, nel 1970, aveva preso una laurea in fisica teorica presso la locale università statale, continuando il suo lavoro sulla teoria delle onde acustiche ed elettromagnetiche e relative applicazioni.
In seguito al successo delle sue teorie, e dopo la caduta dell'Unione Sovietica, nel settembre 1990 Ufimcev entrò nella facoltà di ingegneria elettronica dell'Università della California a Los Angeles prima come professore in visita e poi come professore aggiunto e, dal 1995 al 2000, lavorò presso la Northrop Grumman Corporation, venendo in seguito affiliato a diversi istituti accademici e di ricerca, tra cui l'università statale di Mosca, nel 2007, e l'Università degli Studi di Siena, nel 2008.
Ufimcev non ha mai smesso di dedicarsi alla teoria fisica della diffrazione, al suo sviluppo, alle sue applicazioni e alla sua validazione matematica, presentandone anche una nuova versione basata sul concetto di onda marginale elementare, da lui illustrata nel libro Fundamentals of the Physical Theory of Diffraction, pubblicato nel 2007 dalla Wiley & Sons, e dedicandosi comunque anche ad altri aspetti utili ad aumentare le caratteristiche stealth, come, ad esempio, i materiali radio-assorbenti. Oggi, con opportune modifiche, la PTD può essere impiegata per risolvere diverse problemi pratici ed è utilizzata nella progettazione di antenne a microonde, sistemi mobili di comunicazioni radio, barriere acustiche e, naturalmente, veicoli a bassa sezione radar (non solo velivoli ma anche missili e navi, come la Sea Shadow).
Ufimcev è andato in pensione al culmine di una carriera che lo ha visto vincitore di numerosi premi, come il Premio di Stato dell'Unione Sovietica, nel 1990, e la medaglia Leroy Randle Grumman, nel 1991, a riconoscimento dei suoi apporti alla comunità scientifica. 